# 里德诉里德案
里德訴里德案（英語：Reed v. Reed），404 U.S. 71 (1971)，是美國有關平等保護條款的案件，其中最高法院判定財產的管理人不得以性別歧視的方式登記在名下。

## 案件
薩莉與塞西爾·里德（Sally and Cecil Reed），是已婚的分居伴侶，對於他們已故的兒子的財產要劃定在誰的名下而發生衝突。兩人都向愛達荷州埃達縣的遺囑檢驗法庭提出請願書，要求劃在自己名下。愛達荷州法典中指明對於指定財產的管理人「男性必須比女性優先考慮」，而法院將塞西爾指定為財產的管理人，價值至少$1000美元。薩莉·里德在最高法院由愛達荷州的律師艾倫·代爾代表出席，他認為第十四修正案禁止基於性別上的歧視。。
經過薩莉與塞西爾·里德一系列的上訴，最高法院審議該案件並發表了一致通過的判決，認為愛達荷州法典對於男性的偏好是獨斷且違憲的。
最高法院在「里德訴里德」一案中第一次判定第十四修正案的平等保護條款禁止基於性別上的不平等待遇。
因為愛達荷州法典的差別是基於性別，法院推論它「從而確立了一種分類，根據平等保護條款必須受到審查」，並使用通用標準的審查法——普通或合理的基礎審查——詢問「遺產管理委任狀的申請人競爭上的性別差異與州目標是否有合理的關係」。
首席大法官伯格的意見書說：
對其中一個性別的成員有強制性的偏好，僅僅是為了實現消除對這種案件的審理，就是制定一個被第十四修正案的平等保護條款所禁止的一種任意的立法選擇；以及任何可說是避免家庭內部爭論的積極價值，在此背景下的基於性別上的選擇不能合法地被獨自授權。
在最高法院給出判決前，愛達荷州修改了對於男性具有強制偏好的法令，在1972年7月1日生效。
後來當上最高法院陪審大法官的魯思·金斯伯格，撰寫了原告的訴書，她加上保利·穆雷和多蘿西·凱尼恩的名字做為共同作者以表彰她們的成果。
那些提出此案的人原本希望有更廣泛的判決，能夠視一切基於性別上的分類為有犯罪嫌疑，最高法院在種族上的同樣議題持保留態度。一個有犯罪嫌疑的分類必須承擔標準更嚴格的審查，被稱作嚴格審查。ACLU設立了屬於金斯伯格的女權計畫（Women's Rights Project）來開發案例以說服法院如此對待性別歧視。
在南維斯塔大道（S. Vista Ave.）和西多利安街（W. Dorian St.）十字路口上的薩莉·里德的故居（現在是愛達荷州垂釣者專賣店）掛著紀念該案的牌匾。

## 外部連結
- 英語维基文库中与本条目相关的原始文献：里德訴里德案
- Reed v. Reed, 404 U.S. 71 (1971)的文本可参见：Justia · Findlaw · resource.org · OpenJurist